# Astrostole paschae
Astrostole paschae is een zeester uit de familie Asteriidae.
De wetenschappelijke naam van de soort werd in 1920 gepubliceerd door Hubert Lyman Clark.